# 18th Street Gang
Az 18th Street Gang (ismert még: M18, Calle 18, Barrio 18, La18 vagy Mara-18) egy utcai bűnszervezet, amely Los Angelesben alakult. A városban a legnagyobb bűnszervezetként tartják számon és csak Los Angeles megyében a tagok száma több tízezerre becsülhető. Tevékenységeik széles körűek, ezek miatt is előkelő helyet foglalnak el az FBI és a CIA körözési listáin. Az FBI nyilvántartása szerint 65 ezer aktív tagja van a szervezetnek, 37 állam 120 városában.

## Terület
A szervezet központi területe átszeli Dél-Kalifornia teljes egészét, aminek eredményeként a területet bármilyen ok miatt elhagyó tagok az új helyeken új közösségeket hoztak létre. Az ilyen közösségeket nevezzük klikkeknek. Oregon államban a legnagyobb és leggyorsabban növekvő bűnszervezet, amely megpróbálja átvenni a hatalmat a börtönökbe csempészett narkotikuom piacán. Ennek eredményeként egy 15 éves tagot társai agyonlőttek.[pontosabban?] El Salvadorban vallási vezetők közösen próbálják megteremteni a békét a szervezet és riválisai között. A klikkek csak az Egyesült Államokban 37 állam 120 városában vannak jelen, valamit Mexikóban, El Salvadorban, Hondurason, Guatemalán, Kanadában és Ausztráliában. A legismertebb klikkek: 54th Tiny Locos, Hollywood Gangsters, Tiny Diablos, Pico Gangsters, Bellflower, 106th Block, CLCS aka (Columbia Lil Cycos), Grand View, Hoover, Mac Arthur Park, Smile Drive, Shatto Park, South Central, Rancho Park, Cudahy, Baby Locas (A Females Clique), Malditos.

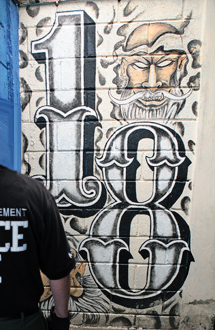
A banda egyik graffitije

## Kultúra

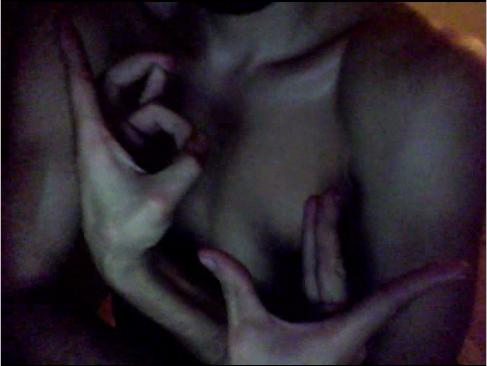
A 18th Street Gang hivatalos kézjele

A szervezet tagjai kötelesek betartani a szigorú szabályokat. Aki ezt nem teszi meg vagy nem mutat kellő tiszteletet a többi taggal szemben, 18 másodperces verés vagy súlyosabb inzultus lehet a következménye. Az FBI megfigyelései szerint a szervezet magas fokú szofisztikával és szervezettséggel bír. A bandát eredetileg olyan spanyolajkú Sureños fiatalok alapították, akiket nem láttak szívesen más, amerikaiakat tömörítő bandákban. A 18th Street tagjai gyakran viselik a ruházatukon illetve sportfelszereléseiken a 18-as számot. Graffitiken és tetoválásokon gyakran használják még a 18-as szám helyett: XV3, XVIII, 666, 99. Színeik a kék és a fekete. A kék a Sureños banda színe, amelyet az 18th Street anyjának tekintenek; a fekete pedig a banda saját színe. Gyakran nevezeik a fiatalok hadseregének is, mivel tagjai általános illetve középiskolás fiatalok. El Salvadorban gyakori, hogy a tagok az arcukra tetováltatják a 18-as számot, amely sok esetben az egész arcot elfedi.

## Tevékenységek
A banda rutinszerűen lop autókat és foszt ki otthonokat. Átlagosan naponta legalább egy embert bántalmaznak vagy rabolnak ki csak Los Angeles megyében. Los Angeles városában az elmúlt 10 évben több mint 250 embert öltek meg - ezzel harmadszorra is bizonyítva, hogy ők a legaktívabb ilyen bűnszervezet a városban. A banda az utcai bűnözés minden területén képviselteti magát. Egyes tagok még a Bevándorlási Hivatal igazolásait is hamisítják, így képesek embereket csempészni az országba. Noha a fő bevételi forrásuk a marihuána és a kokain utcai árusítása, ennek ellenére érdekeltek még az alábbiakban is: gyilkosság, bérgyilkosság, testi sértés, gyújtogatás, szerzői jog megsértése, kábítószer-kereskedelem, zsarolás, emberkereskedelem, illegális bevándorlás, emberrablás, vandalizmus, kábítószer-csempészet, embercsempészet, prostitúció, rablás, fegyvercsempészet. A banda nagy szerepet játszott a nemzetközileg is elismert 16 éves Wilson Palacios hondurasi futballista testvérének elrablásában és megölésében.

## Lásd még
- Sureños

## Külső hivatkozások
- 18th Street Gang Los Angeles megyében[halott link] (angolul)
- BBC News: A bandai élet csábítja a fiatalokat (angolul)
- BBC News: El Salvador lecsap az utcai bandákra (angolul)
- 18th Street Gang El Salvadorban Archiválva 2006. július 20-i dátummal a Wayback Machine-ben (angolul)
- La Cloaca Internacional: Két órás interjú az 18th Street Gang tagjaival) (spanyolul)
- FBI hivatalos oldala Archiválva 2010. október 8-i dátummal a Wayback Machine-ben (angolul)